# Rusinska
För andra betydelser, se Rusinska (olika betydelser).
Rusinska eller rutenska är ett slaviskt språk (östslaviskt under västslavisk påverkan eller vice versa), talat av rusiner. En av dialekterna av rusinska är ett av de sex officiella språken i Vojvodina i norra Serbien (där omkring 18 000 talare är bosatta). Det är även ett erkänt minoritetsspråk i Bosnien och Hercegovina, Kroatien, Rumänien, Serbien, Slovakien och Ungern. I Ukraina, där språket också talas, räknas det som en ukrainsk dialekt. Det skrivs med ett kyrilliskt alfabet som närmast liknar det ukrainska.
Den svenske slavisten Sven Gustavsson har forskat och skrivit om detta språk.